# Lenoblite
La lenoblite è un minerale.